# Volvo 7000
De Volvo 7000 is een streekbus met een verlaagde vloer die van 1998 t/m 2003 werd geproduceerd door Volvo. De bus komt voort uit een samenwerking tussen Volvo en de Finse constructeur Carrus Oy. De carrosserie werd ontwikkeld door Carrus van het type K206, en deze werd op een Volvo B7L-chassis geplaatst van Volvo Bus in Polen.
Vanaf 1999 werd het type, niet alleen in Turku (Finland), maar ook in het Poolse Wrocław geproduceerd.

## Technische specificaties
De bus wordt aangedreven door de Volvo D7C motor (met een vermogen van 215 of 250 pk), en is gekoppeld aan een ZF 5HP502-N versnellingsbak. De bus was zowel in een twee- als driedeursversie beschikbaar. De motor bevond zich links achteraan en was verticaal gemonteerd.
Bijna direct na de lancering van de Volvo 7000 werd ook een gelede versie, de 7000A, uitgebracht. Bij de gelede versie heeft de motor een vermogen van 250, 275 of 310 pk en kon er gekozen worden tussen drie en vier deuren.
Naast de dieselversie zijn er ook lpg-versies en cng-versies uitgebracht. Deze versies hebben de brandstoftank boven op het dak aan de voorkant zitten. Hierdoor lijkt de Volvo 7000 een heel ander uiterlijk te hebben, terwijl alleen de brandstoftank anders is.

## Opvolger
In 2003 werd de Volvo 7000 opgevolgd door de Volvo 7700. Sindsdien werden de bussen enkel nog maar in Polen gebouwd. Ook de gelede versie werd vernoemd van 7000A naar 7700A. In het begin leek de Volvo 7700 qua uiterlijk nog veel op de Volvo 7000, maar daar kwam in 2006 verandering in. Samen met de introductie van de Euro 4 en 5 motortypes in 2006, kreeg de Volvo 7700 een restyling, om aan te geven dat de 7700 een nieuw type bus is.

## Inzetgebieden
In Nederland werd dit type bus ingezet door Syntus (Concessie Zutphen-Hengelo-Overijssel). Enkele van deze bussen zijn verhuurd aan Besseling Travel, die enkele diensten reed voor Syntus. Naast Syntus reed dit type bus ook nog bij andere vervoerders rond. Daarnaast komt de 7000 ook voor in andere landen zoals Polen en Duitsland.
In 2012 reed Munckhof Tours uit Horst met enkele voormalig Zwitserse 7000A-bussen rond op de pendeldienst als Parking Shuttle voor de Floriade in Venlo en voor treinvervangend vervoer bij geplande stremmingen. Deze bussen zijn geleased van LeasePlan.
| Land        | Vervoersmaatschappij              | Type   | Series      | Aantal | Instroom | Inzet | Opmerking | Afbeelding        |
| ----------- | --------------------------------- | ------ | ----------- | ------ | -------- | --- | --- | ----------------- |
| Duitsland   | ASEAG                             | 7000   | 100 - 111   | 12     | 2002     | Stadsdienst Aken                                                                                                | Buiten dienst |                   |
| Duitsland   | BVG                               | 7000   | 1355 – 1405 | 51     | 2002     | Stadsdienst Berlijn                                                                                             | |                   |
| Finland     | Helsingin Bussiliikenne           | 7000   | 14 - 22     | 9      | 2000     | Stadsdienst Helsinki                                                                                            | |                   |
| Finland     | Helsingin Bussiliikenne           | 7000   | 9912 - 9932 | 21     | 1999     | Stadsdienst Helsinki                                                                                            | |                   |
| Frankrijk   | TAN                               | 7000A  | 219 - 249   | 31     | 2003     | Stadsdienst Nantes                                                                                              | In opdracht gesteld in 2003 na enkele jaren van successie, nu vernietigd. Cng-bussen | Volvo 7000A n°241 |
| Nederland   | Besseling Travel                  | 7000   | 1401-1410   | 10     | 2001     | Zutphen - Hengelo - Oldenzaal                                                                                   | Gehuurd van Syntus en reden in opdracht van deze vervoerder op buslijnen in de concessie Zutphen-Hengelo-Oldenzaal. De status van de bussen is anno 2016 onbekend.                         |                   |
| Nederland   | e-Traction                        | 7000   | 5401        | 1      | 2000     | Stadsdienst Apeldoorn                                                                                           | Voorheen Veolia Transport 3788, daarvoor SBM 841, reed tot 2015 bij Syntus onder het wagenparknummer 5401                                                                                  |                   |
| Nederland   | Munckhof Reizen                   | 7000LA | 214         | 1      | 2000     | Van maart t/m oktober 2012 Floriade pendeldienst Versterkingsritten openbaar vervoer en treinvervangend vervoer | ex-Transports Publics Genevois (TPG) - Genève. Geleased van LeasePlan |                   |
| Nederland   | Munckhof Reizen                   | 7000LA | 216         | 1      | 2000     | Van maart t/m oktober 2012 Floriade pendeldienst Versterkingsritten openbaar vervoer en treinvervangend vervoer | ex-Transports Publics Genevois (TPG) - Genève. Geleased van LeasePlan |                   |
| Nederland   | Munckhof Reizen                   | 7000LA | 218         | 1      | 2000     | Van maart t/m oktober 2012 Floriade pendeldienst Versterkingsritten openbaar vervoer en treinvervangend vervoer | ex-Transports Publics Genevois (TPG) - Genève. Geleased van LeasePlan |                   |
| Nederland   | Munckhof Reizen                   | 7000LA | 220         | 1      | 2000     | Van maart t/m oktober 2012 Floriade pendeldienst Versterkingsritten openbaar vervoer en treinvervangend vervoer | ex-Transports Publics Genevois (TPG) - Genève. Geleased van LeasePlan |                   |
| Nederland   | Munckhof Reizen                   | 7000LA | 222         | 1      | 2000     | Van maart t/m oktober 2012 Floriade pendeldienst Versterkingsritten openbaar vervoer en treinvervangend vervoer | ex-Transports Publics Genevois (TPG) - Genève. Geleased van LeasePlan |                   |
| Nederland   | Stadsbus Maastricht               | 7000   | 840-841     | 2      | 2000     | Stadsdienst Maastricht                                                                                          | |                   |
| Nederland   | Syntus                            | 7000   | 1400        | 1      | 2000     | Achterhoek | Vernummerd naar 2100 |                   |
| Nederland   | Syntus                            | 7000   | 1401-1410   | 10     | 2001     | Achterhoek | Vernummerd naar 2101-2110 |                   |
| Nederland   | Syntus                            | 7000   | 1411-1415   | 5      | 2002     | Achterhoek | Vernummerd naar 2111-2115 |                   |
| Nederland   | Syntus                            | 7000   | 2100        | 1      | 2000     | Zutphen - Hengelo - Oldenzaal                                                                                   | ex-1400 |                   |
| Nederland   | Syntus                            | 7000   | 2101-2110   | 10     | 2001     | Zutphen - Hengelo - Oldenzaal                                                                                   | ex 1401-1410, in bruikleen bij Besseling |                   |
| Nederland   | Syntus                            | 7000   | 2111-2115   | 5      | 2002     | Zutphen - Hengelo - Oldenzaal                                                                                   | ex 1411-1415 |                   |
| Nederland   | Syntus                            | 7000   | 5401        | 1      | 2000     | Veluwe | Ex-Veolia Transport 3788 |                   |
| Nederland   | Veolia Transport                  | 7000   | 9840-9841   | 2      | 2000     | 9840: Stadsdienst Maastricht 9841: Stadsdienst Apeldoorn                                                        | ex-SBM 840 en 841 Sinds begin 2008 zijn de wagens omgenummerd naar 3787 en 3788. 3788 is voorzien van Whispertechnologie en is overgegaan naar Syntus Gelderland na de concessiewisseling. |                   |
| Polen       | Kaliskie Linie Autobusowe         | 7000   | ??          | 7      | ??       | Stadsdienst Kalisz                                                                                              | |                   |
| Polen       | MPK Łódź                          | 7000   | ??          | 39     | ??       | Stadsdienst Łódź                                                                                                | |                   |
| Polen       | MPK Łódź                          | 7000A  | ??          | 15     | ??       | Stadsdienst Łódź                                                                                                | |                   |
| Polen       | MPK Olsztyn                       | 7000   | ??          | 11     | ??       | Stadsdienst Olsztyn                                                                                             | |                   |
| Polen       | MPK Siedlce                       | 7000   | ??          | 2      | ??       | Stadsdienst Siedlce                                                                                             | |                   |
| Polen       | MPK Wrocław                       | 7000   | ??          | 14     | ??       | Stadsdienst Wrocław                                                                                             | |                   |
| Polen       | MPK Wrocław                       | 7000A  | ??          | 70     | ??       | Stadsdienst Wrocław                                                                                             | |                   |
| Polen       | MZK Jelenia Góra                  | 7000   | ??          | 1      | ??       | Stadsdienst Jelenia Góra                                                                                        | |                   |
| Polen       | MZK Bydgoszcz                     | 7000A  | ??          | 4      | ??       | Stadsdienst Bydgoszcz                                                                                           | |                   |
| Polen       | Ornowski Travel Rumia             | 7000   | ??          | 3      | ??       | Stadsdienst Rumia                                                                                               | |                   |
| Polen       | PKM Gdynia                        | 7000   | ??          | 4      | ??       | Stadsdienst Gdynia                                                                                              | |                   |
| Polen       | PKM Gdynia                        | 7000A  | ??          | 8      | ??       | Stadsdienst Gdynia                                                                                              | |                   |
| Polen       | PKS Bielsko-Biała                 | 7000   | ??          | 1      | ??       | Stadsdienst Bielsko-Biała                                                                                       | |                   |
| Polen       | Wiraż-Bus Swarzędz                | 7000   | ??          | 2      | ??       | Stadsdienst Swarovski                                                                                           | |                   |
| Zwitserland | Transports Publics Genevois (TPG) | 7000A  | ??          | ??     | 2000     | Stadsdienst Genève                                                                                              | Buiten dienst |                   |